# جيم برايسون
جيم برايسون هو منتج أسطوانات وكاتب أغاني ومغني كندي، ولد في 27 يوليو 1971.

## وصلات خارجية
- الموقع الرسمي
- جيم برايسون على موقع ميوزك برينز (الإنجليزية)
- جيم برايسون على موقع أول ميوزيك (الإنجليزية)
- جيم برايسون على موقع ديسكوغز (الإنجليزية)